# John Mayasich
John Edward Mayasich (Eveleth, 22 maggio 1933) è un ex hockeista su ghiaccio statunitense.

## Palmarès

### Olimpiadi invernali
- 2 medaglie:
  - 1 oro (Squaw Valley 1960)
  - 1 argento (Cortina d'Ampezzo 1956)